# 夢コーポレーション

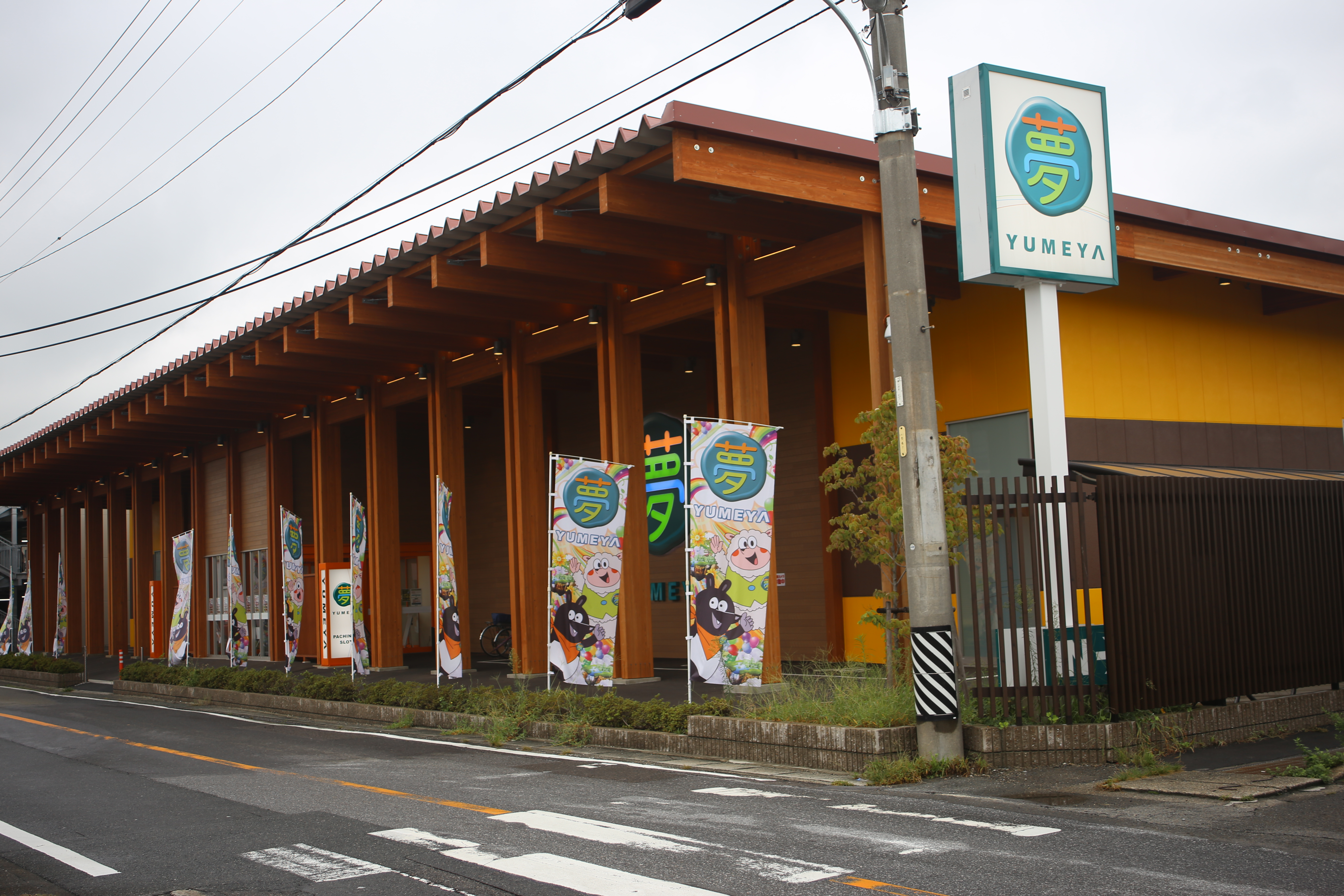
夢屋祖父江店（2016年9月）

夢コーポレーション株式会社（ゆめコーポレーション、英: Yume Corporation Co., Ltd.）は、全国にパチンコホール「夢屋」、「スロットクラブ夢屋」を展開する日本の企業。株式会社ダイナムジャパンホールディングスの完全子会社。2021年10月現在、全国に32店舗。

## 沿革
- 1970年 - ダイエー観光株式会社として設立
- 1982年 - 静岡県浜松市に本社移転
- 1989年 - 愛知県豊橋市に本社移転
- 2002年 - 労働組合「夢屋ユニオン」設立
- 2003年 - 有限会社ダイエーシネマ（現・株式会社パワーオブドリーム）設立
- 2004年 - 東京都港区に東京本社を設置（東京都港区東京都港区新橋2-3-4 3F）、西友から株式会社エスピー企画と株式会社有楽舎を買収
- 2005年 - 夢屋プロパティ有限会社設立
- 2006年 - 夢コーポレーション株式会社に社名変更
- 2009年 - 本社移転（豊橋市藤沢町から駅前大通へ）
- 2015年 - 11月1日をもって、株式会社ダイナムジャパンホールディングスの完全子会社になる